# Michele Ragosta
Michele Ragosta (né le 4 mars 1955 à Salerne) est un homme politique italien et député.
Élu lors des élections générales italiennes de 2013 à la Chambre en région Campanie, comme Gauche, écologie et liberté, proche de Gennaro Migliore, il quitte SEL le 17 juin 2014 pour le Parti démocrate. Le 28 février 2017, il quitte le PD et adhère à Article 1er - Mouvement démocrate et progressiste de Pier Luigi Bersani. En janvier 2018, il soutient la liste Insieme.